# 甲状腺疾患
甲状腺疾患（こうじょうせんしっかん）とは甲状腺に起こる疾患の総称である。

## 疫学
甲状腺疾患の頻度は高く一般外来を受診する患者の中にも約13%の頻度で甲状腺疾患がみつかる。症状のある甲状腺機能亢進症、甲状腺機能低下症、長径が1 cm以上の甲状腺癌などの見逃してはならない甲状腺疾患は70 - 100人に1人、潜在性甲状腺機能低下症まで含めるとその頻度は30 - 40人に1人になる。

## 検査
病歴や症状
頻度として高い症状は甲状腺機能亢進症では、多汗、暑がり、手のふるえ、動悸、体重減少、心房細動などが知られている。甲状腺機能低下症では寒がり、便秘、体重増加、浮腫、関節痛、物忘れなどである。
バセドウ病は主訴が年齢と性別で異なる。19歳以下の女性では甲状腺腫で病気に気がついている。高齢になると甲状腺腫で気づく割合は減る。それに代わり体重減少や浮腫でバセドウ病に気がつく。男性では甲状腺腫で受診する割合は少ない。
全年齢で体重減少で気がついた人が多いが、若年者では2番めに多いのが周期性四肢麻痺で受診するものである。高齢になると機能亢進症状は明らかではなく、体重減少や食思不振など悪性疾患や心疾患と間違われやすい症状で受診する。甲状腺機能低下症では下肢の筋力低下や立ちくらみ、膝や手指の関節痛など多彩な症状を訴える。
身体診察
甲状腺疾患で、甲状腺腫瘤を触知しないものは約1%以下である。触診に熟練すれば、甲状腺疾患を見逃す可能性は低い。
画像検査
超音波検査やシンチグラフィーが行われる。
血液検査
甲状腺機能異常や自己免疫性甲状腺疾患で変化する一般的検査としては総コレステロール、ALP、LDH、AST、ALT、CPK、ZTT、TTT、赤沈などが知られている。特に高コレステロール血症をみたときは甲状腺機能低下症を、他の肝機能異常を認められずにALP値の上昇が見た時は甲状腺機能亢進症を疑う。
甲状腺機能異常をスクリーニングする場合はTSHで行う。TSH値に異常があればFT4、FT3の測定を行う。TSH値が正常範囲であれば、甲状腺機能に異常がないといってほとんどの場合は問題ない。しかしその場合2000例に1例ほどみられるSITSHと破壊性甲状腺炎を見落とすことになる。甲状腺機能異常を思わせる症状、所見があればFT4も測定したほうが安全である。
| 臨床検査の異常                          | 疾患             |
| --------------------------------------- | ---------------- |
| 総コレステロール高値                    | 甲状腺機能低下症 |
| 総コレステロール低値                    | 甲状腺機能亢進症 |
| AST高値、ALT高値、LDH高値、CPK高値      | 甲状腺機能低下症 |
| ALP高値、Ca高値、P高値                  | 甲状腺機能亢進症 |
| OGTTでoxyhyperglycemia                  | 甲状腺機能亢進症 |
| OGTTで平坦な血糖曲線                    | 甲状腺機能低下症 |
| 赤沈高値                                | 亜急性甲状腺炎   |
| γグロブリン高値、赤沈高値、膠質反応高値 | 橋本病           |

内分泌検査
TSHおよび甲状腺ホルモン（FT4、FT3）はかつてはRIA法（radioimmuoassay)での測定が行われてきた。近年は酵素測定法（enzyme imunoassay EIA法）や化学発光免疫測定法（CLIA法）、電気化学発光測定法（ECLIA法）による迅速な全自動測定が広く行われている。
甲状腺自己抗体
TSH受容体に対する自己抗体は甲状腺を刺激する場合はにはバセドウ病による甲状腺機能亢進症を、抑制する場合には甲状腺機能低下症を引き起こし、その測定はバセドウ病や甲状腺機能低下症の診断ならびに治療経過の観察に有用である。
TSHレセプター抗体は大きく分けて2つある。TSHの結合阻害でみるTSH Binding Inhibiting Immunoglobulin(TBII)と甲状腺細胞に対する刺激活性で測定するThyroid Stimulating Antibody(TSAb)がある。TBIIは一般にTRAbと言われており、開発順に第一世代法、第二世代法、第三世代法と呼ばれる3つの方法がある。
従来はTRAb陰性の時に、TSAbの測定を行ったが、第二世代のTRAbが用いられるようになってからは、TRAb陰性のバセドウ病自体が少なく、その場合のTSAb陽性率の報告がない。TSAbは眼球突出例の診断、あるいは眼症の活動性をみるのに優れているが、バセドウ病診断の目的でTSAbを測定する必要は少なくなっている。また第三世代のTRAbでは、高感度な迅速な全自動測定が可能となった。電気化学発光測定法（ECLIA法）、蛍光酵素免疫測定法（FEIA法）、化学発光酵素免疫測定法（CLEIA法）によって、およそ30分で測定が可能となった。
橋本病やバセドウ病の診療においては、間接凝集法によるサイロイドテストとマイクロゾームテストのほか、高感度法であるTgAbおよびTPOAbの測定が行われる。TgAbおよびTPOAbはかつてはRIA法による測定が行われていたが、近年はRIを使用しない全自動免疫測定法も開発されている。蛍光酵素免疫測定法（FEIA法）、化学発光免疫測定法（CLIA法）、電気化学発光測定法（ECLIA法）などによる測定でおよそ30分で測定できる施設もある。
注意すべき点としては、測定に用いるキットにより、基準値や陽性率に違いがあることや、測定値が若干乖離する例があることがあげられる（時間がかかるがRIA法がもっとも高感度という報告もある）。抗TPO抗体と抗Tg抗体は、甲状腺自己免疫の有効なマーカーであるが、病因としての役割は、進行中の自己免疫反応を増幅させる二次的なものにすぎない。これらの抗体は、胎盤移行性があるが胎児の甲状腺に影響を及ばさない。橋本病で甲状腺に対する自己免疫障害を開始させるには、T細胞が関与した傷害が必要であると推測されている。
腫瘍マーカー
血中サイログロブリンは、甲状腺の炎症や腫瘍、腫大で上昇するので、甲状腺疾患全般のスクリーニングにも利用できる。また腫瘍マーカーとしては、甲状腺乳頭癌と甲状腺濾胞癌の転移や残存を調べるのに有効である。カルシトニンは、甲状腺髄様癌の診断や術後の残存、転移を調べるのに有効である。

## 代表的病態の診断
甲状腺ホルモン亢進症（TSH感度以下、FT4高値あるいは正常）
甲状腺ホルモン亢進症の約80%がバセドウ病である。残りの約10%ずつを無痛性甲状腺炎と亜急性甲状腺炎が占めている。1%以下で機能性結節性甲状腺腫と妊娠性甲状腺機能亢進症がみられる。厳密にはTSH感度以下、FT4高値あるいは正常という病態は必ずしも甲状腺機能亢進症だけではなく、甲状腺に炎症が起こりホルモンが漏出する場合もあり、これを破壊性甲状腺中毒症という。甲状腺機能亢進症と破壊性甲状腺中毒症の区別には放射性ヨード甲状腺摂取率の測定で区別ができる。ヨード甲状腺摂取率が高ければ甲状腺機能亢進症であり低ければ破壊性甲状腺中毒症である。検査には1週間のヨード制限食などが必要となる。他の検査法としてはTSHレセプター抗体やカラードプラー、FT3/FT4比などが参考になる。
甲状腺筋機能低下症（TSH高値、FT4低値あるいは正常）
医原性の甲状腺機能低下症（手術、放射線治療、抗甲状腺薬の服用）を除けばほとんどが橋本病である。甲状腺腫があり抗甲状腺抗体が陽性ならば橋本病である。甲状腺腫があっても抗甲状腺抗体が陰性ならば超音波検査を行う。甲状腺腫が弾性硬から硬、超音波で内部エコーの不均一や低エコーが認められれば橋本病と考える。吸引細胞診を行いリンパ球浸潤があれば橋本病と診断できる。結節がある場合は甲状腺機能低下症の鑑別とは独立に悪性腫瘍の鑑別を行う。ヨードの過剰摂取、無痛性甲状腺炎、亜急性甲状腺炎の回復期、潜在性甲状腺機能低下症、アミロイドーシスなどでも上記検査異常を示すこともある。抗甲状腺抗体の検査にはサイロイドテスト、マイクロゾームテスト、TPOAb、Tg-Abの4種類が知られている。サイロイドテスト、マイクロゾームテストでは予後予測を行うことができる。
甲状腺機能正常の甲状腺腫を見た場合（TSH正常、FT4正常）
甲状腺腫がびまん性の場合は橋本病、結節性甲状腺腫、腺腫様甲状腺腫が鑑別となる。甲状腺腫が結節が見られるときは腺腫様甲状腺腫であることが圧倒的に多いが結節が悪性であるかどうかの判断が最も重要である。結節性甲状腺腫で最も多いのが腺腫様甲状腺腫である。悪性腫瘍で最も多いのは乳頭癌である。悪性疾患の診断は超音波所見と穿刺吸引細胞診できまる。直径1 cm以下では超音波で悪性所見がある場合に穿刺吸引細胞診を行う。悪性所見とは形状不整、微細石灰化が主だが、低エコー腫瘤、内部エコー不均一のみの場合などがある。
甲状腺に疼痛がある場合
甲状腺に疼痛をきたす疾患は亜急性甲状腺炎、橋本病の急性増悪、急速に増大する未分化癌、シストや腫瘍内への出血、急性化膿性甲状腺炎がある。最も頻度が高いのは亜急性甲状腺炎、次にみられるのが嚢胞や腺腫様甲状腺腫、腫瘍内への出血である。甲状腺腫が急速に増大し圧迫症状があれば頸部Xpで気管狭窄の有無を調べる。気管狭窄があれば未分化癌の可能性が高い。全身性の発熱、FT4高値、赤沈亢進があれば亜急性甲状腺炎の可能性が高い。
NTI（nonthyroidal illness）
飢餓状態や敗血症、急性心筋梗塞、肝硬変、腎障害などの患者で血清中の甲状腺ホルモンの値がしばしば低下する。軽症者ではFT3のみ低下し、重篤な状態になるとFT3だけでなくFT4が低下したりやTSHも異常をきたすことがある。甲状腺自体には異常がないからこのような状態をeuthyroid sick syndrome(ESS)という。またこのような状態をきたす疾患、すなわち甲状腺ホルモンに異常を生じる可能性のある甲状腺以外の疾患をNTI（nonthyroidal illness）という。入院患者ではNTIの頻度が高くFT3低値は約50%に、FT4低値は15 - 20%に、TSHの異常は約10%にみられる。したがって入院患者の場合、甲状腺腫や明らかな甲状腺機能異常を疑う所見がなければ甲状腺機能異常のスクリーニングを行うべきではない。またESSの患者で甲状腺ホルモンを投与して有用であったという報告はない。

## 治療

### バセドウ病
バセドウ病は緊急症、甲状腺機能亢進症、眼症状に関しての治療が知られている。
緊急症
頻脈性の心房細動、心不全症状（頸静脈怒張、肝腫大、下腿浮腫）、著しい頻脈、37.5度以上の発熱に加えた消化器症状（食思不振、下痢）、感染症や重篤な糖尿病などの合併症がある場合に重症でクリーゼにおちいる危険性がある。診断はBurchとWartofskyの甲状腺クリーゼの診断基準や日本甲状腺学会の甲状腺クリーゼ診断基準が知られている。
緊急治療を要する例は、抗甲状腺薬のみで治療をしていると数日で死に至ることがある。これは抗甲状腺薬の作用機序が甲状腺ホルモンの合成の抑制であるため、血中甲状腺ホルモンが低下するのに時間がかかるためである。早急に甲状腺機能を正常化させる場合はホルモン分泌を抑制するヨード剤を用いるべきである。
クリーゼを疑った場合はヨード剤と抗甲状腺薬を併用することが多い。ヨード剤はルゴール液（6.3mg/滴）1日1回5滴またはヨウ化カリウム丸（38.2mg/丸）1日1錠で用いる。抗甲状腺薬はMMI30 - 45mg分2、PTU450 - 600mg分3で開始し甲状腺機能が正常化するまで継続することが多い。重症の場合、とくに頻脈性心房細動で心不全のある場合や消化器症状が出ている場合は、グルココルチコイドを投与する。グルココルチコイドはデキサメサゾンで4 - 8mg点滴で3日間またはプレドニゾロン30 - 40mgで3日間ほど投与する。
甲状腺機能亢進症
甲状腺機能亢進症は、TSH受容体抗体によって甲状腺が刺激されているため生じると考えられている。この抗体を直接減らす治療は、今のところはない。
治療は抗甲状腺薬で甲状腺ホルモンの合成を抑制するか、アイソトープや手術で甲状腺ホルモンを産出する場所を少なくして、甲状腺から分泌されるホルモンを正常化させる治療である。抗甲状腺薬ではチアマゾール（MMI、メルカゾール）とプロピルチオウラシル（PTU、プロパジール、チウラジール）が知られている。効果副作用の面ではMMIの方がPTUより使いやすい。
約半数の例で1 - 2年の治療で寛解に入る。軽症から中等症例ではMMI15mg分1の投与を開始する。FT4が7 ng/dl以上、TRAbが高値、甲状腺腫が大きい場合はMMI30mg分2で開始する。抗
甲状腺薬で注意すべき副作用には無顆粒球症、発疹、肝障害などが知られている。副作用は2 - 3箇月以内に起こることがほとんどであり、最初の2箇月は2週間毎の採血が望ましい。内服開始後の38度以上の発熱が出た場合に直ちに内服を中止して受診する必要がある。抗甲状腺薬を投与し2 - 3年で寛解しなければアイソトープまたは手術が考慮される。
| 一般名                    | チアマゾール（MMI） | プロピルチオウラシル（PTU） |
| ------------------------- | ------------------- | --------------------------- |
| 商品名                    | メルカゾール        | チウラジール、プロパジール  |
| ホルモン合成抑制効果比    | 10<                 | 1                           |
| 末梢でのT4→T3変換抑制作用 | －                  | +                           |
| 血中半減期                | 4 - 5時間           | 30 - 60分                   |
| 血漿蛋白結合率            | 5%未満              | 約80%                       |
| 作用持続時間              | 24時間              | 6 - 8時間                   |
| 胎児甲状腺機能抑制作用    | +                   | +                           |
| 乳汁/血清濃度比           | 1                   | 0.1                         |

|                    | 抗甲状腺薬 | アイソトープ（RI） | 手術 |
| ------------------ | --- | --- | --- |
| 効果の仕組み       | 甲状腺ホルモンを合成する酵素の働きを抑制して、甲状腺ホルモンの産出を減らす                                                | 放射線ヨードで放射性甲状腺炎を起こすことにより、ホルモンを合成する場所を減少させるとともにホルモン合成する力も低下させる                                           | 甲状腺モルモンを合成する場所を少なくする。 |
| 長所               | 一番自然なかたちで治る。手術やアイソトープ治療後に起こりうる不可逆性の機能低下症にならない                                | 確実、簡単、安全な治療法である。結果が予測できる | 早期に確実な結果が得られる。大きな甲状腺腫を除去できる。 |
| 短所               | 副作用の頻度が高い。約半数の患者は1 - 2年の服薬で寛解に入るが、何十年飲んでも寛解しない例がある。数箇月に一度の受診が必要 | 妊娠、授乳中は禁忌。甲状腺機能亢進症を確実に治そうとすると機能低下症になることが多い。多くの患者で生涯の甲状腺ホルモン補充療法が必要になる。                       | 一時的ではあるが費用負担が大きい。入院が必要。反回神経麻痺や副甲状腺機能低下症を起こす可能性がある。外科医の腕により結果が左右される。生涯甲状腺ホルモンの補充が必要になる |
| 特に適応になるもの | 手術やアイソトープ治療を嫌がる患者、軽症で甲状腺腫の小さな若い患者                                                        | 機能低下症になってもいいから確実に機能亢進を治したい患者。甲状腺薬でコントロールできないが副作用のために薬が飲めない患者。心臓病や精神障害などの合併症のある患者。 | 薬でコントロールできないか、副作用のために薬が飲めない人でRI治療を嫌がる患者。腫瘍合併例。他の治療を拒否する患者                                                           |

バセドウ病眼症
バセドウ病眼症の症状や所見、すなわち眼瞼後退、眼球突出、眼痛、眼瞼腫脹、複視、視力低下は眼瞼を動かす筋肉に起こる変化と眼窩内の脂肪組織、外眼筋に起こる炎症性変化で説明できる。
複視や視力低下が出現した場合は、ステロイドパルス療法や放射線治療が考慮される。

### 甲状腺機能低下症
甲状腺機能低下症の治療の目的は組織中の甲状腺ホルモン濃度を正常化し、甲状腺ホルモン不足によって生じている異常を元に戻すことである。この目的は経口的に甲状腺ホルモンを投与することで達成される。甲状腺ホルモンにはT3とT4があり、T3が活性型でT4はプロホルモンである。すなわちT4はT3に転換して作用を発揮する。血液中のT4はすべて甲状腺から分泌されたものであるが、血中のT3の80%はT4から転換してできたものである。1日の産出量はT4が90 μgでT3が30 μgであるが血中の半減期はT4が7日間でT3が1日間である。血中濃度はT4が10 μg/dlに比較してT3は0.1 μg/dlでありT3はT4の100分の1である。1日に必要な量のT3を一度に体内に投与すると血中T3濃度は異常高値となるため、T4製剤で血中TSH値が正常を保つように治療を行う。粘液水腫状態にある例や45歳以上ではT4製剤を25 μg/dayからそれ以外では50 μg/dayで投与開始する。特に問題なければ2週間後にT4製剤は25 μg程度増量する。6週間後のTSHが5 - 10 μU/mlならば同量で治療継続、10 μU/ml以上ならばさらに増量する。維持量が決定すれば処方は3 - 6箇月毎となる。

### 潜在性甲状腺機能異常症
血中の甲状腺ホルモン濃度は正常であるにもかかわらずTSHの濃度異常がある場合潜在性甲状腺機能異常という。
潜在性甲状腺機能亢進症
FT4が基準範囲内でTSH基準範囲下限以下は潜在性甲状腺機能亢進症である。これは甲状腺中毒症の軽症と考えられている。米国NHANESのデータでは潜在性甲状腺機能亢進症の評価をTSH<0.1 μU/ml以下とするならば0.7%、TSH<0.4 μU/ml以下とするならば3.2%となった。日本では約2%とされる。高齢者に多く、女性に多い。甲状腺ホルモンの投与をうけている人では頻度が多く、14 - 21%で潜在性甲状腺機能亢進症となっている。グルココルチコイド投与でもTSHは低値になる。
潜在性甲状腺機能低下症
FT4が基準範囲内でTSHが高値である場合は潜在性甲状腺機能低下症と診断される。高TSH血症も潜在性甲状腺機能低下症と同義語である。非甲状腺疾患（NTI）、夜間TSH分泌、異好抗体の存在を否定できるか検討が必要となる。潜在性甲状腺機能低下症の頻度は4 - 10%であり女性に多い。高齢者では20%以上にも達する。米国の健康栄養調査NHANESⅢでは血清TSHは性別、人種、年齢で異なることが明らかにされた。NHANESⅢではTSH値4.5mU/lが基準値上限として使用したが、TSH値は年齢とともに上昇する。年齢別のTSH値を用いなければ潜在性甲状腺機能低下症を過大評価する可能性がある。日本甲状腺学会では「潜在性甲状腺機能低下症：診断と治療の手引き」が作成されている。成人でみられる潜在性甲状腺機能低下症の原因はそのほとんどが橋本病と考えられるが、高齢者ではそれに加え加齢による変化など原因不明のものも多い。米国内分泌学会の報告ではTSHが10 μU/ml以上の場合は脂質代謝への影響と妊娠時の胎児への影響が明らかになっている。抗甲状腺抗体陽性の場合は顕性甲状腺機能低下症に年間4.3%へ進展する。

### 橋本病
橋本病は自己免疫による甲状腺の慢性の炎症である。炎症がある事自体は大きな問題ではなく、甲状腺機能に異常がなければ治療の心配はない。しかし甲状腺機能正常の橋本病患者の4.9%が5年後に15.8%が10年後の機能低下症となったという報告もある。
歴史的な経緯では1912年に橋本策博士が病理組織学的に、リンパ球浸潤、リンパ濾胞、濾胞上皮細胞の好酸性変性、結合組織の増生を示す症例を報告した。このような病理組織を有する場合に橋本病と定義された。橋本病の診断には組織診断が重要であるが全例で甲状腺生検や細胞診を行うのは現実的ではない。そのため日本甲状腺学会の診断ガイドラインでは甲状腺自己抗体で診断が代用できるようになっている。ガイドラインではびまん性甲状腺腫大があり甲状腺自己抗体陽性または細胞診でリンパ球浸潤があれば橋本病と診断できるとしている。コンセンサスが得られているわけではないがTgAb、TPOAbが陽性であれば甲状腺腫がなくても甲状腺組織にリンパ球性甲状腺炎があるという報告もある。世界的権威ある教科書「ジェームソンとデグルートの内分泌学」では橋本病はいくつかの病期に分類されると述べられている。病初期は血中の甲状腺自己抗体を認めるのみで他になんら異常を認めないことが多い（日本甲状腺学会の診断ガイドラインでは慢性甲状腺炎疑いとなる）。病態が進行するともに甲状腺腫大が発生する。甲状腺腫大をきたす原因はリンパ球浸潤による局所の慢性炎症およびTSHの上昇による代償性肥大によるものと考えられている。病態の進行とともに、甲状腺の予備能は低下し甲状腺機能低下症が発生する。自己免疫性細胞傷害が強い場合には甲状腺は萎縮し、むしろ甲状腺腫大は認められなくなる。自己抗体のみ陽性で甲状腺腫大を伴わない潜在性自己免疫性甲状腺炎、必ずしも硬くない甲状腺腫大があり自己抗体が陽性である慢性自己免疫性甲状腺炎、硬いびまん性甲状腺腫を有し自己抗体が陽性である古典的橋本病、終末像と考えられる萎縮性甲状腺炎はいずれも橋本病の病期と考えられている。
また極初期においては抗体陰性となることがある。抗体陽性化に先行して甲状腺内部エコーパターンが変化している（初期は粗雑なエコー像、進行したものでは著明な内部エコーの低下）。びまん性甲状腺腫を触知し、抗体陰性で、超音波検査で低エコー所見がない場合にはヨード過剰による一過性甲状腺機能低下症をふくめた鑑別が必要となる。萎縮性甲状腺炎ではホルモン産生の低下と同時に抗体産出も低下する。橋本病の発症と進展において甲状腺自己抗体の産出は橋本病の進行と極めてよく合致する。しかし抗TPO抗体や抗Tg抗体自体は橋本病における組織の破壊や低下症への寄与は少ない。なお甲状腺機能異常が明らかな場合に抗TPO抗体が陰性となることがある。これは測定系の感度が十分ではない、ブロッキングタイプの抗TSH受容体抗体による場合、萎縮性甲状腺炎の燃え尽き現象の可能性がある。
|                | 潜在性自己免疫性甲状腺炎 | 慢性自己免疫性甲状腺炎              | 古典的橋本病                        | 萎縮性甲状腺炎 |
| -------------- | ------------------------ | ----------------------------------- | ----------------------------------- | -------------- |
| 病態           | 初期                     | 中期                                | 後期                                | 終末期         |
| 甲状腺自己抗体 | 陰性 - 陽性              | 陽性                                | 陽性                                | 陽性 - 陰性    |
| 甲状腺腫大度   | なし                     | 軽度 - 中等度、軟 - 硬              | 大、硬                              | なし           |
| 甲状腺機能     | 正常                     | 正常 - 機能低下、破壊性甲状腺中毒症 | 正常 - 機能低下、破壊性甲状腺中毒症 | 機能低下       |

TgAb、TPOAb陽性を橋本病とすると一般人口における抗体の陽性率からは橋本病の頻度は男性で6.5%であり女性で15.8%となる。剖検例で調べた散在性リンパ球性甲状腺炎の頻度は男性9.3 - 15.9%で女性18.0% - 25.1%と報告されている。この事実は甲状腺自己抗体の測定の臨床的な意義を否定するものではない。甲状腺機能が正常な患者において抗TPO抗体の存在は将来、甲状腺機能低下症に移行する可能性が高いことを示す。甲状腺機能が正常な患者において、抗TPO抗体と抗Tg抗体の両者が陽性である場合、抗体なしと比較してオッズ比は34.7倍となり、抗TPO抗体のみ陽性の場合はオッズ比6.1、抗Tg抗体のみでは0.6と報告されている。また抗TPO抗体陽性はアミオダロン、インターフェロンα、インターロイキン2、リチウム治療による甲状腺機能低下症の発症のリスクファクターでありこれらの治療前に測定する必要がある。また抗TPO抗体は存在は甲状腺のみならず1型糖尿病、悪性貧血など他の自己免疫性疾患のリスクファクターであり、その頻度は年齢とともに潜在性から顕性甲状腺機能低下症の割合が高くなるのと並行している。また妊娠分娩との関係では抗TPO抗体の存在は流産、不妊症、体外受精の不成功、胎児死亡、子癇、早産、分娩後の甲状腺炎やうつ病発症のリスクファクターであることも報告されている。高感度の抗Tg抗体測定は低下症の予想という点では抗TPO抗体に劣るが、甲状腺の腫瘍性病変を有する患者で血中サイログロブリンを測定する予定の患者では必ず測定すべきと言われている。また高ヨード食を続けると抗Tg抗体が陽性化し、甲状腺機能低下症をおこすという報告もある。実際にヨード充足国である日本からの報告では人間ドック受診者の抗甲状腺抗体陽性率は抗Tg抗体が男性13.1%、女性29.4%であり、抗TPO抗体は男性7.2%、女性15.0%であった。
橋本病の診断でゴールドスタンダードが病理組織であるので、TgAb、TPOAbは各キットで病理組織と対応させてカットオフ値を決める必要がある。しかし実際にその方法で参考値が決められているキットは少ない。Cosmic社のキットでおこなった検討では特異度を100%にする場合はTgAb 2.6IU/ml≧、TPOAb 6.7IU/ml≧であった。
甲状腺が正常の場合
甲状腺腫が気になる場合はT4製剤を投与することがある。甲状腺腫が気にならない場合は経過観察となる。男性、50歳以上、硬い甲状腺腫、サイロイドテスト6400倍以上、マイクロゾームテスト25600倍以上が予後不良因子である。予後不良因子が3つ以上では3 - 6箇月毎の経過観察、予後不良因子が1 - 2個ならば6 - 12箇月ごとの経過観察、予後不良因子がなければ1 - 2年の経過観察とすることが多い。甲状腺腫が急激に大きくなった場合は悪性リンパ腫の発生を疑う。
潜在性甲状腺機能低下症
橋本病による潜在性甲状腺機能低下症は顕性の甲状腺機能低下症に進展する可能性が高いため半年に1回ほどの経過観察が必要である。
甲状腺機能低下症
甲状腺機能低下症が永続的なものか一過性のものかを鑑別する必要がある。永続的が疑われるのは理学所見で機能低下症による変化が明らかなもの、コレステロールが高値なもの、50歳以上のもの、T3が低値なもの、サイロイドテストが6400倍以上のもの、マイクロゾームテストが100000倍以上のもの、放射性ヨード甲状腺摂取率が低いものである。一過性が疑われるものとしては出産後の発症、過剰のヨード摂取によるもの、無痛性甲状腺炎によるもの、TSBAbによる機能低下症で抗体の消失、放射性ヨード甲状腺摂取率が高いものである。

### 無痛性甲状腺炎
無痛性甲状腺炎は亜急性甲状腺炎と同様に甲状腺濾胞が一過性に破壊されるために生じる甲状腺中毒症である。自己免疫の機序によるものであり基礎に橋本病があると考えられている。この病態は産後婦人の20人から30人に1人の割合で頻発し、出産後甲状腺炎（postpartum thyroiditis）とも言われる。その他の誘引としてはステロイドの変動、GnRHアナログ、インターフェロン治療（IFNα）、IL-2、感染症、下垂体疾患も誘引として知られている。バセドウ病との鑑別が重要である。治療は原則として行わない。
|                     | 無痛性甲状腺炎（中毒症期）          | バセドウ病                          |
| ------------------- | ----------------------------------- | ----------------------------------- |
| 発症年齢            | 思春期から高齢まで                  | 思春期から高齢まで                  |
| 性差（男：女）      | 1：8 - 10                           | 1：3 - 5                            |
| 出産との関係        | 誘発されやすい（分娩後1 - 4箇月頃） | 誘発されやすい（分娩後3 - 7箇月頃） |
| 亢進症症状の期間    | 1 - 3箇月と短い                     | 短期から長期まで                    |
| 甲状腺腫の大きさ    | 多くは小さめ                        | 小から巨大まで                      |
| 甲状腺腫の硬さ      | 軟 - 硬まで様々                     | 軟 - 硬まで様々                     |
| 甲状腺腫の聴診      | 所見なし                            | 時に血管雑音                        |
| バセドウ病眼症      | 原則としてなし                      | しばしば存在                        |
| FT4                 | 高値（軽度が多い）                  | 高値（軽度 - 著高）                 |
| FT3                 | 高値（軽度が多い）                  | 高値（軽度 - 著高）                 |
| TSH                 | 測定感度以下                        | 測定感度以下                        |
| 抗TPO抗体、抗Tg抗体 | 約80%で陽性                         | 約80%で陽性                         |
| 抗TSH受容体抗体     | 数%の患者で弱陽性                   | 98%の患者で陽性                     |
| 超音波              | 乏血流                              | 血流豊富など                        |
| 123I摂取率          | 著しく低値                          | 高値                                |

### 亜急性甲状腺炎
ウイルス感染が原因と考えられている甲状腺中毒症である。発熱と甲状腺の痛みが特徴的であり治療として副腎皮質ステロイドを通常は投与する。

### 急性化膿性甲状腺炎
嚥下、発声障害を伴う化膿菌による甲状腺の感染症で極めて稀である

### 甲状腺の腫瘍
約1 cm以下の乳頭癌（微小乳頭癌）を除き細胞診で悪性の所見が得られれば原則は手術である。健康診断や人間ドックでは約13%の被験者で甲状腺結節が偶発的に発見される。このなかで悪性腫瘍である確率は3%程度である。長経が5 mm以下ならば仮に悪性腫瘍であっても臨床的に問題にならないことがおおいため細胞診を行わず経過観察することもある。あくまで目安であるが5 mmから10 mmの範囲では超音波所見で悪性が疑われた場合は細胞診を良性が疑われた場合は経過観察になることが多い。11 mmから20 mmでは嚢胞成分のみならば経過観察、充実成分があれば細胞診を行う。21 mm以上ならば細胞診を行う。
甲状腺分化癌
甲状腺分化癌は乳頭癌と濾胞癌に分かれ、90 - 95%が乳頭癌である。
甲状腺髄様癌
髄様癌はC細胞（傍濾胞細胞）に由来する腫瘍である。MEN2であるかどうかが治療方針の決定では重要である。
甲状腺未分化癌
甲状腺未分化癌は人類に発生する悪性腫瘍のなかで最も進行がはやい。3年生存率は5%である。全甲状腺癌の1 - 2%を占める。甲状腺分化癌を合併することが多く、分化癌が未分化転化することで発生すると考えられている。

## 甲状腺疾患と他の自己免疫疾患との関係
自己免疫疾患の成因はまだ十分に解明されていないが、同一個人に複数の自己免疫性疾患が出現したり、同一家族への自己免疫疾患の集積性がみられたりすることは自己免疫性疾患の成因に共通のメカニズムが存在することを示唆し、遺伝的素因が関与していることが知られている。自己免疫疾患は他の自己免疫疾患を合併することが多く、特に自己免疫性甲状腺疾患以外の例えば膠原病や重症筋無力症といった自己免疫疾患では、頻度の高い自己免疫性甲状腺疾患の合併の検索を行うことは非常に重要である。逆に自己免疫性甲状腺疾患の患者がその他の免疫疾患を合併している可能性は高くない。

### 多腺性自己免疫症候群
複数の自己免疫性疾患を合併する病態として多腺性自己免疫症候群（poly glandular autoimmune syndrome、PGA）あるいは自己免疫性内分泌症候群（autoimmune polyglandular syndrome、PGA）がある。PGAは内分泌臓器を含め少なくとも2つ以上の臓器が自己免疫的な機序によって障害される症候群と定義される。このうち甲状腺疾患が関与するのは2型と3型である。
|                | 1型                                                                                                 | 2型                                                                | 3型 | 4型                                            |
| -------------- | --------------------------------------------------------------------------------------------------- | ------------------------------------------------------------------ | --- | ---------------------------------------------- |
| 関連遺伝子     | AIRE                                                                                                | HLADR3/DR4                                                         | HLA？ | HLA？                                          |
| 発症           | 若年発症                                                                                            | 中年期以降、女性に多い                                             | |                                                |
| 主要構成疾患   | アジソン病、副甲状腺機能低下症、カンジダ症                                                          | アジソン病、自己免疫性甲状腺疾患、1型糖尿病                        | 自己免疫性甲状腺疾患 | アジソン病                                     |
| その他の合併症 | 白斑、脱毛症、自己免疫性甲状腺疾患、1型糖尿病、自己免疫性肝炎、悪性貧血、吸収不良症候群、萎縮性胃炎 | 白斑、性腺機能低下症、脱毛症、自己免疫性肝炎、悪性貧血、萎縮性胃炎 | 1型糖尿病、自己免疫性肝炎、原発性胆汁性胆管炎、悪性貧血、ITP、重症筋無力症、白斑、脱毛、SLE、関節リウマチ、シェーグレン症候群 | 性腺機能低下症、白斑、脱毛、シェーグレン症候群 |

### 1型糖尿病
自己免疫性甲状腺疾患は1型糖尿病に合併する他の自己免疫性疾患のうち最も頻度が高い疾患である。1型糖尿病のうち抗TSH受容体抗体は17.9%、抗Tg抗体は39.3%、抗TPO抗体は44.6%で陽性という報告もある。また1型糖尿病に自己免疫性甲状腺疾患を合併した場合は多腺性自己免疫症候群の定義を満たす。

### 膠原病
自己免疫性甲状腺疾患が臓器特異的自己免疫疾患であるのに対して膠原病は臓器非特異的自己免疫性疾患である。代表的な膠原病としてSLE、関節リウマチ、シェーグレン症候群、多発筋炎、皮膚筋炎、全身性硬化症などがある。膠原病にも自己免疫性甲状腺疾患を合併することが多いがその頻度は報告によって異なる。

### 重症筋無力症
重症筋無力症に合併するバセドウ病は3 - 10%とまれではない。

### 多発性硬化症
過去の報告では多発性硬化症と視神経脊髄炎が区別されていない例がある。その時代のスペインからの報告では「多発性硬化症」では健常者に比べて抗甲状腺抗体陽性率が高く、抗甲状腺抗体陽性群は陰性群よりもEDSSが高値であった。多発性硬化症の中では視神経脊髄型多発性硬化症で抗甲状腺抗体陽性率が高いという報告があり、視神経脊髄型多発性硬化症がのちに視神経脊髄炎という疾患概念になり多発性硬化症から分離された。視神経脊髄炎患者は多発性硬化症患者よりも抗甲状腺抗体陽性率が高いという報告がある。

### 視神経脊髄炎
中国からの報告では視神経脊髄炎例では抗甲状腺抗体陽性率が37.5％と健常者14.9％であり陽性率が高かった。さらに視神経脊髄炎例を抗甲状腺抗体陽性群と陰性群を比較すると陽性群の方がEDSSが高値であった。さらに抗甲状腺抗体陽性群の方がMRI評価では脳と頸髄に病変がある例が多かった。別の報告では抗甲状腺抗体陽性群の方が長椎体脊髄病変（LETM）が頻回に認められる。

### 抗NMDA受容体脳炎
抗NMDA受容体脳炎において抗甲状腺抗体は重症例で陽性率が高い。積極的な免疫治療で抗甲状腺抗体陽性の抗NMDA受容体脳炎の症状は軽快している。また抗NAE抗体陽性の抗NMDA受容体脳炎も報告されている。

### 神経変性疾患
自己免疫性疾患ではないが神経変性疾患における抗甲状腺抗体の検討もある。多系統萎縮症47例を対象に抗NAE抗体の測定を行った研究がある。抗NAE抗体の陽性率は31.9％であり抗NAE抗体陽性例は陰性例よりも発症から車椅子生活までの期間が短かった。

## 甲状腺疾患に伴う神経症状

### 甲状腺機能低下症に伴う神経症状
後天性の甲状腺機能低下症の神経症状としてはこわばり感、筋痙攣、痛みを伴う筋肉の機能障害のほか、手根管症候群やその他の紋扼性症候群がひろく認められる。記憶力と集中力の低下も認められる。また腱反射の弛緩相の遅延と偽性筋強直が認められる。まれな神経障害としては可逆性の小脳性運動失調症、認知機能低下、精神病、粘液水腫性昏睡が知られている。先天性甲状腺機能低下症（クレチン症）では精神運動発達遅延や小脳失調が知られている。

#### 粘液水腫性昏睡
極めて稀であるが死亡率は25 - 65%であり早期のICU管理が望まれる緊急疾患である。粘液水腫性昏睡の診断基準（3次案）によると粘液水腫性昏睡（myxedema coma）とは甲状腺機能低下症（原発性または中枢性）が基礎にあり、重度で長期にわたる甲状腺ホルモンの欠乏に由来するあるいはさらに何かの誘因（薬剤や感染症など）により惹起された低体温・呼吸不全・循環不全などが中枢神経系の機能障害をきたす病態である。正しい治療が行われないと生命にかかわると定義されている。
脳血管障害やその他の代謝性脳症などを鑑別するが粘液水腫性昏睡を疑った場合は遅滞なく甲状腺ホルモンを測定し結果を待たずに治療を開始する。欧米では甲状腺ホルモンの静注製剤が販売され標準的に使用されているが日本では発売されてないため経鼻胃管から投与することが多い。投与量は以前は大量投与が推奨されていたが2012年現在では少量から中等量を推奨する場合が多い。低ナトリウム血症や低血糖を伴う場合は副腎不全の有無の鑑別も必要である。副腎不全がなかったとしても相対的副腎不全の可能性があるのでヒドロコルチゾンを100 - 300mgの静注を行い、以後8時間毎に100mgの追加投与を行う。低体温のため発熱など感染徴候がマスクされてしまうため感染症が否定されるまで広域スペクトラムの抗菌薬投与を躊躇しない。

#### 認知機能障害
甲状腺機能低下症では顕性でも潜在性（TSH高値のみ）でも認知機能の障害が認められる。脳内グルコース代謝を評価した検討では帯状回や扁桃核、海馬など感情、集中力、記憶障害などに関連する部位の活動低下が認められレボチロキシンの投与で血流が回復したという報告がある。しかし高齢者の潜在性甲状腺機能低下症では認知機能の改善のためレボチロキシンを投与するメリットは明らかになっていない。甲状腺機能低下症による認知機能障害は常識、言語、動作など全般的な低下であり特徴はない。

#### 小脳失調
甲状腺疾患の有病率は高く、甲状腺疾患に伴う小脳失調は治療可能なものが含まれることから重要な疾患概念と考えられている。甲状腺機能低下症は運動失調、感音性難聴、ミオパチー、ニューロパチーなど多彩な神経症状を示す。甲状腺機能低下症に伴った運動失調の報告は1884年Whiteらによって最初に報告され、その後1960年代まで数多く報告され、治療可能な運動失調として重要性が認められていた。この頃の論文では10から30%の患者に運動失調があるという記載まで認められる。1980年以降はわずかな症例報告が散見するのみである。近年は稀な神経合併症と考えられている。症例報告では多くの症例で運動失調の他に神経症状を合併しているのが特徴である。甲状腺機能低下症に伴う運動失調症状はホルモン補充療法に反応して改善するため、病理学的裏付けとなる小脳病変の検討はほとんどされていない。Barnardらは小脳虫部の萎縮と限局的なプルキンエ細胞の消失を報告しているが臨床症状との関連は差し控えている。Priceらは2例の症例報告でプルキンエ細胞の消失、顆粒層のグリオーシスおよび空胞変性、neural myxoedema bodyの出現などの変化を重視した結論を出している。しかしこれらの症例がアルコール中毒を合併している点やneural myxoedema bodyの特異性のついて否定的な報告もある。また甲状腺機能低下症による小脳失調と診断された後に病理解剖で多系統萎縮症やアルコール性小脳失調と診断された例の報告もある。またそもそも失調そのものが小脳性ではなく甲状腺機能低下症に伴う筋収縮時間の延長など末梢性要素が原因ではないかという見方もある。このため小脳病変と甲状腺機能低下症の病理学的な因果関係は検討の余地がある。甲状腺機能低下症における小脳性運動失調の発症機序も十分な解明はされていない。田中らは小脳萎縮が軽度の運動失調を呈した甲状腺機能低下症の患者でPET検査で脊髄小脳変性症に類似した小脳の血流量と酸素代謝量の低下を見出し、甲状腺ホルモンの補充によってPET異常所見も軽快したと報告している。小脳萎縮がない例では小脳血流や代謝の低下、神経伝達物質や神経成長因子遺伝子のプロモーターとして作動していると考えられている甲状腺ホルモンの低下から運動失調が起こされている可能性がある。

#### 手根管症候群
25から33%で認められる。手根管症候群の原因として甲状腺機能低下症は有名である。ムコ多糖類の蓄積が原因と考えられている。他の部位で絞扼性ニューロパチーを起こし多発単神経炎のパターンをとることがある。後述のポリニューロパチーも含めると甲状腺機能低下症はあらゆる末梢神経障害のパターンをとりえる。

#### 末梢神経障害
手根管症候群は単神経炎であるが甲状腺機能低下症による末梢神経障害は感覚優位のポリニューロパチーとなる。病態は不明な点が多いがホルモン補充療法で軽快する。

#### ミオパチー
神経筋症状は甲状腺機能低下症の30 - 80%で出現する。甲状腺機能低下症によるミオパチーは内分泌性ミオパチーとしてよく知られている。甲状腺機能低下性ミオパチーは30 - 60歳代の女性に多く（男女比は1対10）、人種差はない。甲状腺機能低下症では甲状腺ホルモン分泌の低下に伴い、蛋白合成および異化の低下、ミトコンドリアでの解糖系および酸化酵素系の代謝障害、ATP産出の低下、糖代謝の障害が生じ、ミオパチーの発現に関与していると考えられている。近位筋の筋力低下、筋易疲労性、有痛性筋痙攣、筋痛、高CK血症が認められる。筋病理では壊死・再生像がほとんど認められない。高CK血症は膜の透過性亢進によって起こる。またアキレス腱反射弛緩相の遅延も筋自体の代謝障害に由来すると考えられている。この所見は糖尿病多発神経障害でも見られることがある。

#### その他
感音性難聴がしばしば認められる。

### 甲状腺機能亢進症に伴う神経症状
甲状腺機能亢進症の症状の程度は甲状腺中毒症の重症度、罹患期間、甲状腺ホルモン過剰に対する反応の個人差、患者の年齢に左右される。活動性亢進、神経質、易刺激性があり一部の患者では易疲労感を生じる。不眠症や注意力減退はよく起こる症状である。細かな振戦もしばしば認められる。甲状腺中毒性ミオパチーでは近位筋の筋力低下が認められる。また低カリウム性の周期性四肢麻痺がアジア人に多く見られる。また稀ではあるが重要な神経症状を示す合併症として甲状腺クリーゼがある。

#### 甲状腺クリーゼ
甲状腺クリーゼ（英語: thyrotoxic stormまたはthyrotoxic crisis）は、甲状腺中毒症の原因となる未治療ないしコントロール不良の甲状腺基礎疾患が存在し、これに何らかのストレスが加わった時に、甲状腺ホルモン作用過剰に対する生体の代謝機構の破綻により複数臓器が機能不全に陥った結果、生命の危機に直面した緊急治療を要する病態をいう。甲状腺クリーゼでは誘引を伴うことが多い。甲状腺疾患に直接関連した誘引としては抗甲状腺薬の服用不規則や中断、甲状腺手術、甲状腺アイソトープ治療、過度の甲状腺触診や細胞診、甲状腺ホルモン剤の大量服用などがある。甲状腺に直接関連しない誘因としては感染症、甲状腺以外の臓器手術、外傷、妊娠・分娩、副腎皮質機能不全、糖尿病ケトアシドーシス、ヨード造影剤投与、脳血管障害、肺血栓塞栓症、虚血性心疾患、抜歯、強い情動ストレスや激しい運動などがある。しかし明らかな誘因が不明な例も存在する。日本における甲状腺クリーゼの発生頻度は約0.2人/10万人/年と推定され死亡率は10.7%である。
従来はBurch and Wartofskyによる基準で診断された。この基準では全身症状、3つの臓器症状（循環、中枢神経、消化器）をそれぞれスコア化しその総計が61以上を確診例、45 - 60を強く疑う例、25 - 44を切迫状態としている。この診断基準では甲状腺機能検査が必須になっていないこと、甲状腺クリーゼ以外の重症例でも陽性になる場合があること、スコアの設定根拠が不明でエビデンスにかけること、煩雑であること、治療法の選択や生命予後などの関連が不明であることなどがあげられる。日本甲状腺学会から診断基準が示されている。この診断基準では甲状腺中毒症が必須項目である。中枢神経症状、発熱（38度以上）、頻脈（130/分以上）、重篤な鬱血性心不全、消化器症状の5項目のうち、中枢神経症状および他の1項目または中枢神経症状以外の3項目を認める場合はクリーゼ確実例と診断される。甲状腺中毒症に加えて中枢神経症状以外の2項目を認める場合、あるいは確実例項目を満たすが甲状腺中毒症が検査上未確定の場合にはクリーゼ疑い例となる。甲状腺クリーゼの中枢神経症状は不穏、せん妄、精神異常、傾眠、痙攣、昏睡、JCS1以上またはGCS14以下の意識障害である。
甲状腺クリーゼの治療に関してエビデンスレベルの高い治療ガイドラインは存在しない。しかし以下の3項目が重要と考えられている。それは激しい甲状腺中毒症状に対する全身管理、甲状腺ホルモンの産出・分泌・作用を低下させる治療、誘引となった疾患に対する治療である。

#### 甲状腺中毒性周期性四肢麻痺
甲状腺中毒症の際に誘発される筋麻痺であり、筋麻痺と細胞内のKのシフトによる低カリウム血症が特徴である。周期性四肢麻痺の半数を占める病態である。バセドウ病を伴うことが多いが男性に多い疾患である。近年カルシウムチャネルやカリウムチャネルの遺伝子多型の関与が指摘されている。炭水化物摂取後の休憩時に発症することが多く麻痺は下肢近位筋からはじまり四肢麻痺に発展するが膀胱直腸障害や感覚障害は起こらない。深部腱反射は消失する。発作中のK濃度は平均1.7mEq/lであり呼吸筋麻痺や致死的不整脈などの致命的合併症が起こりうる。

#### バセドウ病眼症
バセドウ病だけでなく橋本病でも起こることがある。

#### 不随意運動
甲状腺機能亢進症に伴う不随意運動としては振戦が一番有名である。手指や足指などに生じる8から10Hzの速い振戦を特徴とする。姿勢時や精神緊張時に増強する。発症機序は線条体などの交感神経ニューロン（β受容体主体）の活動性の亢進が関与する。振戦以外にもアテトーゼ、局所性ジストニア、メージュ症候群や舞踏病様の不随意運動なども稀にある。

#### 精神障害・認知症
甲状腺機能亢進症では慢性的な不安、いらだち、易刺激性、多弁、多動、思考の錯乱、妄想などの精神障害を示す。

#### ミオパチー
甲状腺機能亢進症では高率に筋力低下を伴う。広義にはバセドウ病眼症もミオパチーに含まれるようにその原因は多様と考えられている。体幹近位筋の萎縮、脱力を呈するミオパチーが存在する。深部腱反射は初期は亢進し血中のクレアチンキナーゼも正常である。

#### ミエロパチー
甲状腺機能亢進症に伴うミエロパチーの報告もある。痙性対麻痺、両下肢の深部腱反射亢進、病的反射の出現や深部感覚障害や膀胱直腸障害を呈することがある。

### 抗甲状腺抗体に伴う神経症状
橋本脳症では急性脳症型、精神症状型、小脳失調型など多彩な臨床症状を示す。抗甲状腺抗体が陽性であるのが特徴的である。症状が多彩なことは甲状腺機能低下症の神経症状と同様であるがホルモン補充療法ではなく免疫学的な治療によって症状の改善が認められる。特に小脳失調型橋本脳症は脊髄小脳変性症を疑うような慢性進行性の経過を示すことが多い。抗NAE抗体は特異度の高い検査になる。